# Victoire du groupe
 (avril 2025).
Si vous disposez d'ouvrages ou d'articles de référence ou si vous connaissez des sites web de qualité traitant du thème abordé ici, merci de compléter l'article en donnant les références utiles à sa vérifiabilité et en les liant à la section « Notes et références ».
La Victoire du groupe de l'année est une ancienne récompense musicale française décernée annuellement lors des Victoires de la musique en 1988, puis de 1990 à 2000. Elle venait primer le meilleur groupe de musique selon les critères d'un collège de professionnels.

## Palmarès

### Années 1980
- 1988 : Kassav

### Années 1990
- 1990 : Gipsy Kings
- 1991 : Elmer Food Beat
- 1992 : MC Solaar
- 1993 : Pow woW
- 1994 : Les Innocents
- 1995 : IAM
- 1996 : Les Innocents (2)
- 1997 : Les Innocents (3)
- 1998 : Noir Désir
- 1999 : Louise Attaque[1]

### Années 2000
- 2000 : Zebda